# Разникова, Наталья
Наталья Разникова — советская пловчиха в ластах.

## Карьера
Воспитанница новосибирского СКА.
Чемпионка мира и Европы. Обладатель нескольких медалей чемпионатов мира, Европы.